# Gutenberg-Denkmal (Frankfurt am Main)

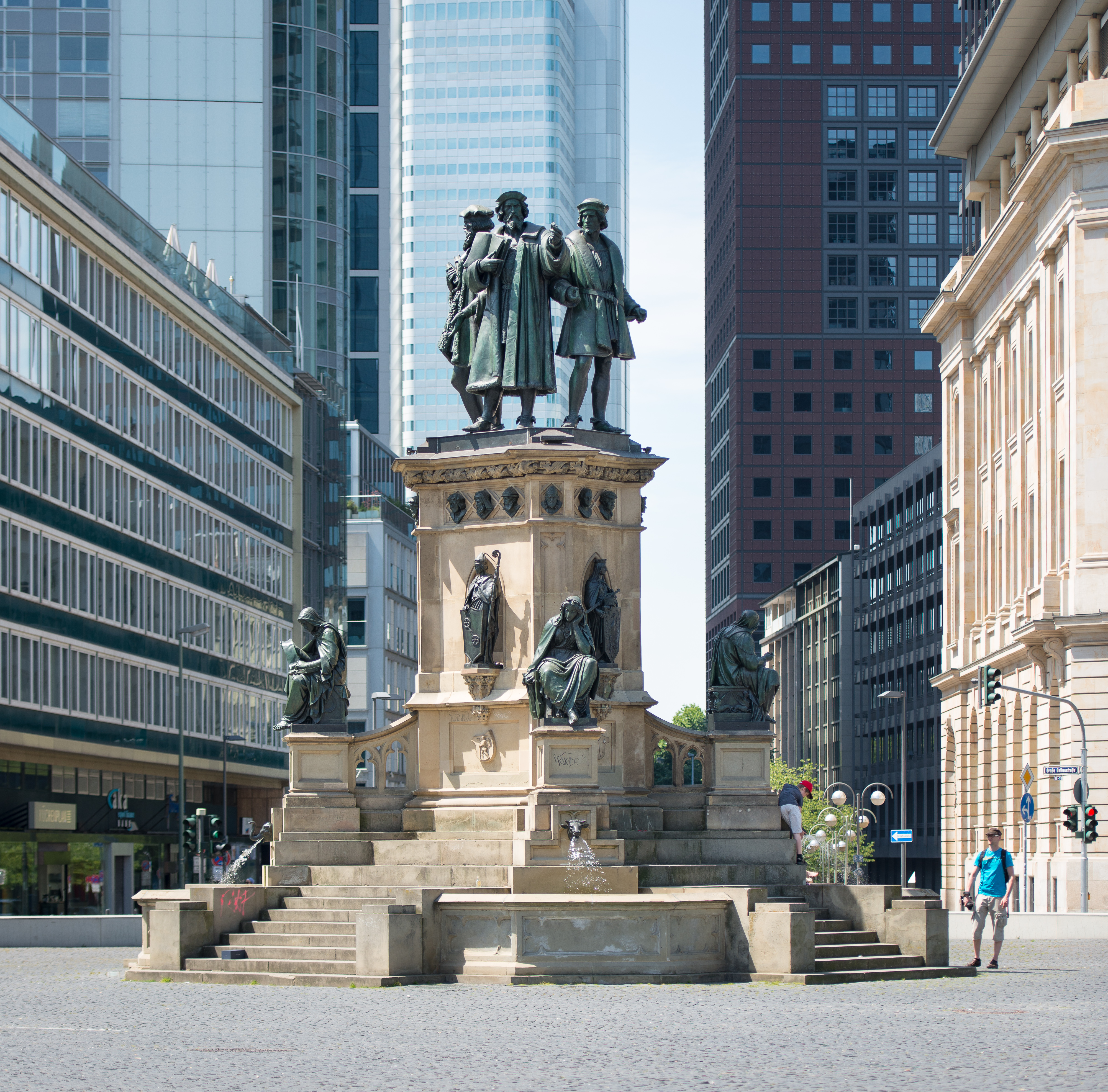
Das Gutenberg-Denkmal am Roßmarkt

Das Johannes-Gutenberg-Denkmal ist ein Denkmal und Brunnen auf dem Roßmarkt in Frankfurt am Main. Es erinnert an den Erfinder des Buchdrucks mit beweglichen Metall-Lettern Johannes Gensfleisch, genannt Gutenberg, sowie an die mit ihm in Frankfurt arbeitenden Drucker und Verleger Johannes Fust und Peter Schöffer.

## Geschichte
Das Johannes-Gutenberg-Denkmal steht auf dem Roßmarkt in Frankfurt am Main. Es ist ein Werk des Bildhauers Eduard Schmidt von der Launitz (1797–1869), der anlässlich der Vierhundertjahrfeier der Erfindung der Druckkunst mit beweglichen Metall-Lettern die Statuen der drei Mainzer Drucker in Terrakotta anfertigte und am 24. Juni 1840 der Öffentlichkeit vorstellte. Beauftragt wurde er vom damaligen Frankfurter Denkmal Komitee.
Während der damaligen Vierhundertjahrfeier zogen die Drucker des Vormärz mit dem Ausspruch durch die Stadt: „Du gabst Dein Werk dem Volk zur Waffe, auf dass es Recht und Freiheit schaffe!“ Acht Jahre später kam es zur Märzrevolution von 1848.
1440 goss Johannes Gutenberg Wallfahrtsspiegel (Konvexspiegel) für die Wallfahrt nach Aachen, mit denen die Pilger bei den Zeigungen der Reliquien etwas vom Segensschein der Reliquien einfangen und nach Hause mitnehmen konnten. Aus den Prozessakten in diesem Zusammenhang geht hervor, dass er in diesem Zusammenhang Blei und eine Druckpresse einkaufte.
Gutenberg lebte von 1454 bis wahrscheinlich 1457 in Frankfurt. Hier druckte er den Ablassbrief, den Türkenkalender und die Kreuzzugsbulle des Papstes Calixt III.
Das eigentliche Denkmal wurde erst von 1856 bis 1858 erschaffen und am 20. Oktober 1858 eingeweiht. Es ersetzte einen Herkules-Brunnen, der damals an derselben Stelle stand. Grundlage für das Denkmal waren die drei Terrakotta-Statuen des Bildhauers Eduard Schmidt von der Launitz aus dem Jahr 1840. Diese wurden vom Künstler Georg Ludwig von Kreß zunächst als Gipskopien abgeformt und später mit der damals gerade erst vom Frankfurter Physiker Rudolf Christian Böttger entwickelten Technik der Galvanoplastik mit einem Bronzeüberzug versehen. Die Gipskopien konnten gegen einen Obolus vom Publikum betrachtet werden. Mit der Gebühr wurde der Bau des Denkmals finanziert. Podest und Sockel des Denkmals bestehen aus Sandstein.
Das Denkmal steht unter Denkmalschutz.

## Beschreibung
Auf einem viereckigen Podest stehen die drei Figuren von Johannes Gutenberg, Johannes Fust und Peter Schöffer.
Das Gesims unterhalb des Kapitells des Podests weist vierzehn Köpfe auf, die Porträts von Druckern und Verlegern aus unterschiedlichen Jahrhunderten zeigen, sowie den Schöpfer des Denkmals, den Bildhauer Eduard Schmidt von der Launitz. Die übrigen Porträtierten sind Will Caxton, Aldus Manutius, Estienne, Hans Luft, Johann Egenolf, Elzevir, Feierabend, Breitkopf, Bodoni, Didot, Tauchnitz, Brönner, Andreae und König.
Die vier Wände des Podests werden von den vier Wappen und Wappenhaltern der drei mit Gutenberg verbundenen Wirkungsstätten Mainz, Frankfurt und Straßburg sowie der Druckerstadt Venedig als bedeutendem Druckort der Renaissance und des Barock geziert.
Auf den vier Emporen auf dem Sockel unterhalb des Podests finden sich vier Allegorien. Die Allegorie der Wissenschaft (lat. scientia = Wissen), der Industrie (lat. industria = Fleiß), der Poesie und der Theologie.
Unterhalb der vier Allegorien finden sich vier Wasserspeier in Form von vier Tierköpfen, die die vier Kontinente repräsentieren sollen. Der Stier steht für Europa, der Löwe für Afrika, der Elephant für Asien und das Lama für Amerika. Die vier Tierköpfe speisen in der wärmeren Jahreszeit vier Brunnenbecken.

## Galerie

Panorama, Statuen und Inschrift
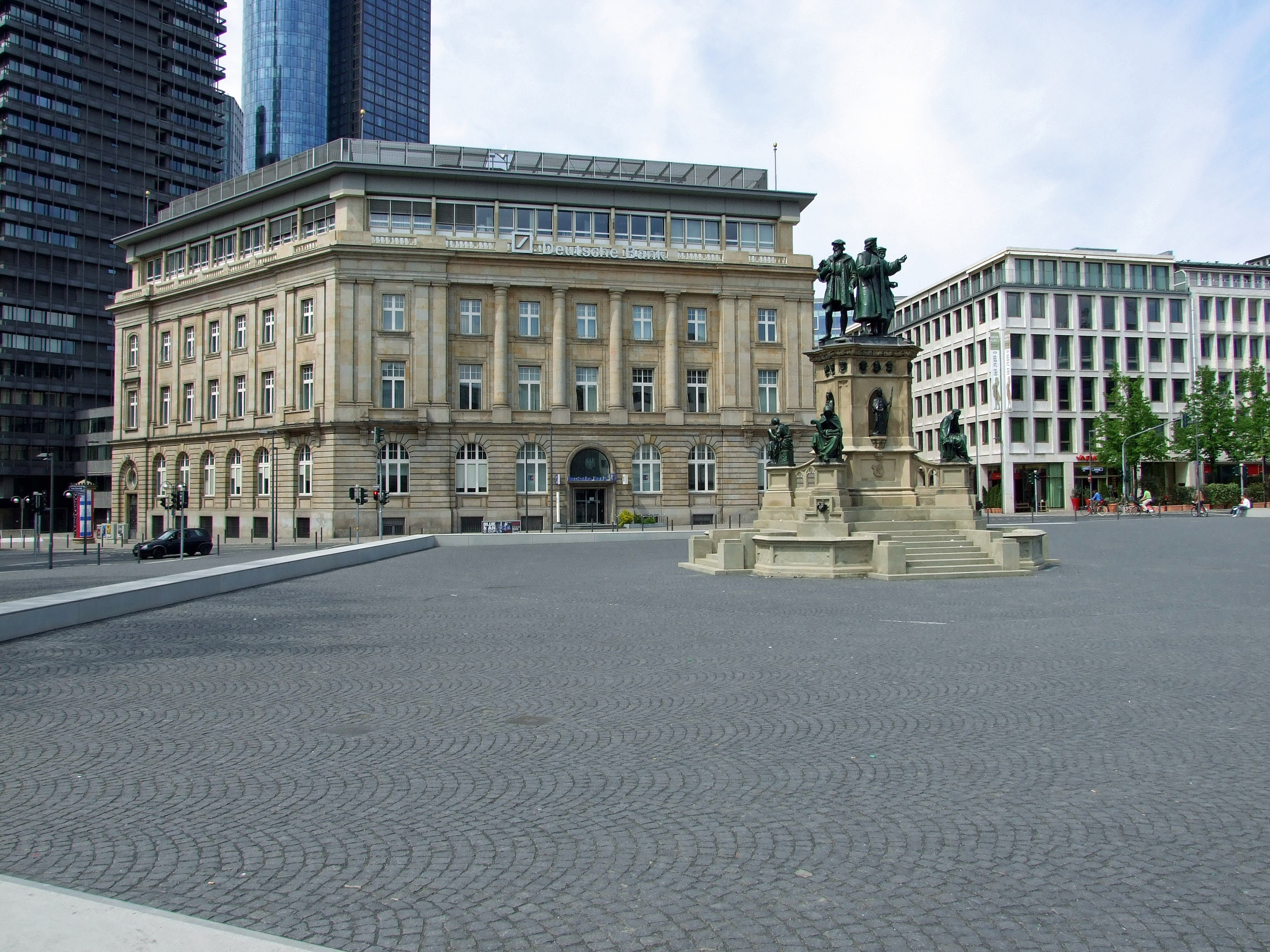
Gutenbergdenkmal auf dem Roßmarkt
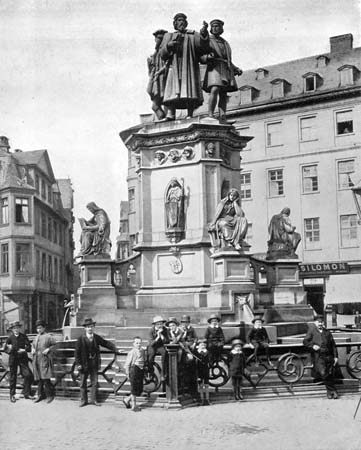
Gutenbergdenkmal vor 1892 Aufnahme von John Lawson Stoddard
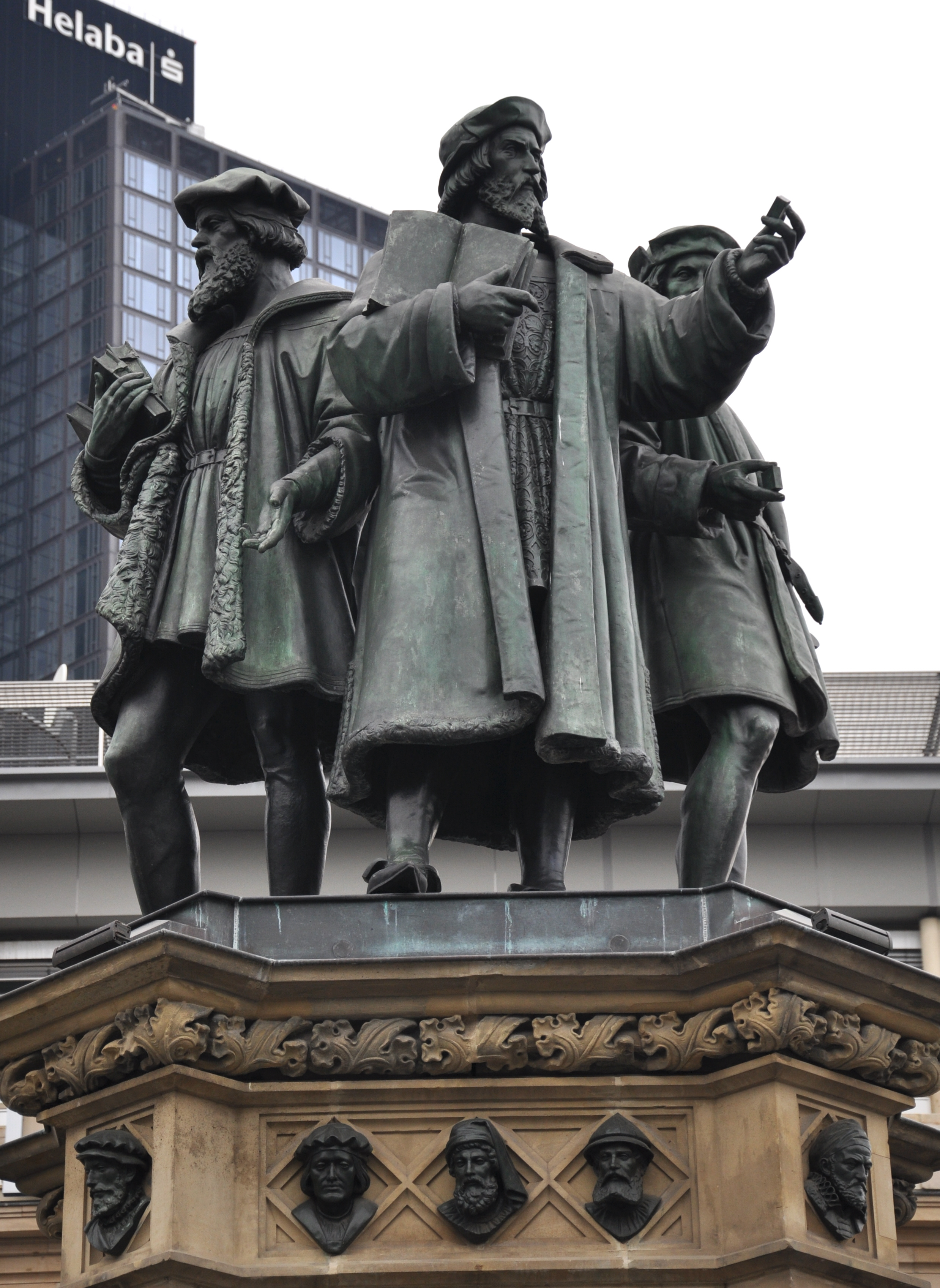
Nahaufnahme der drei Statuen
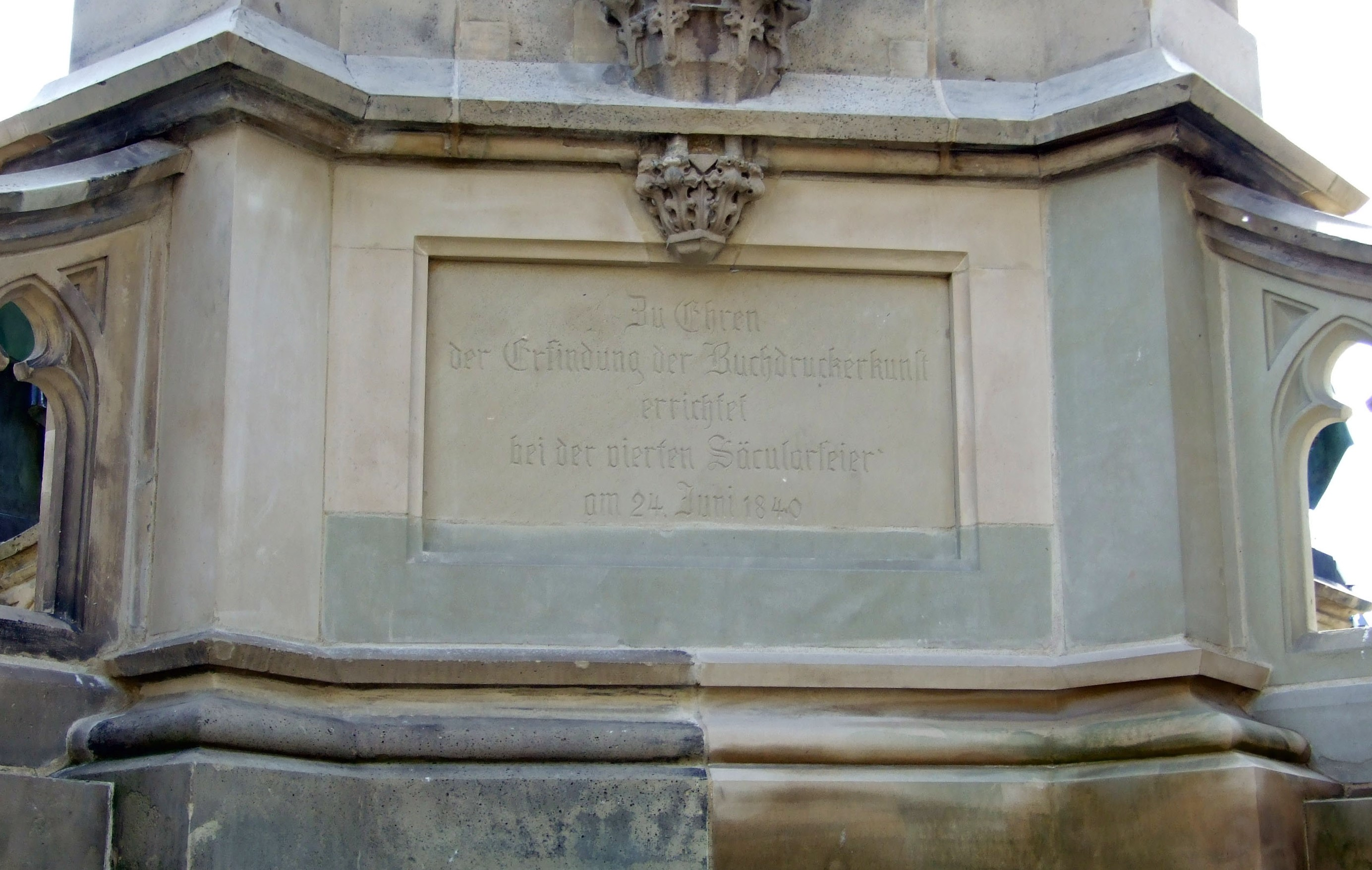
Inschrift: Zu Ehren der Erfindung der Buchdruckerkunst errichtet bei der vierten Säcularfeier am 24. Juni 1840

Wappen der Druckerstädte
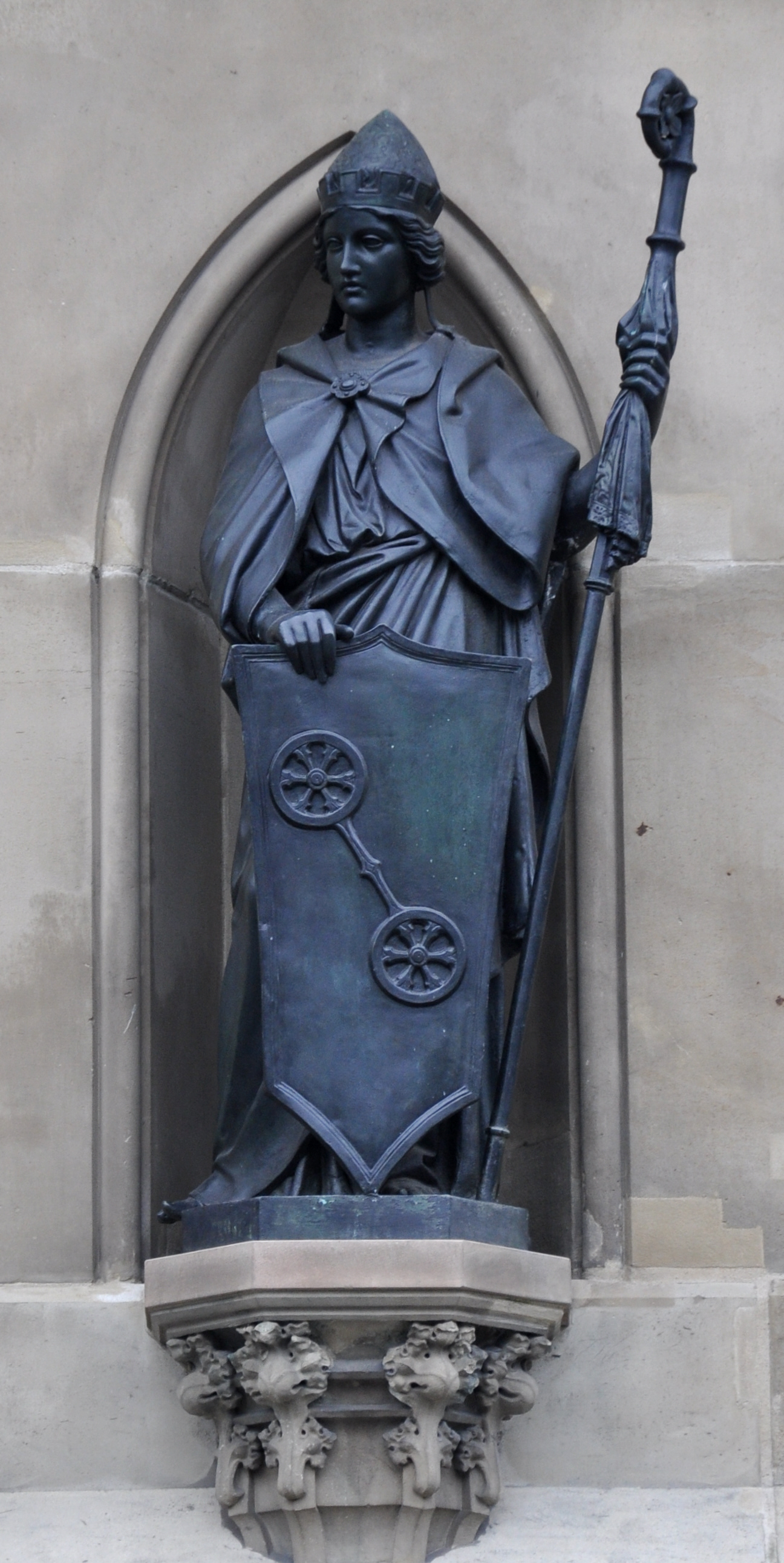
Wappen der Stadt Mainz
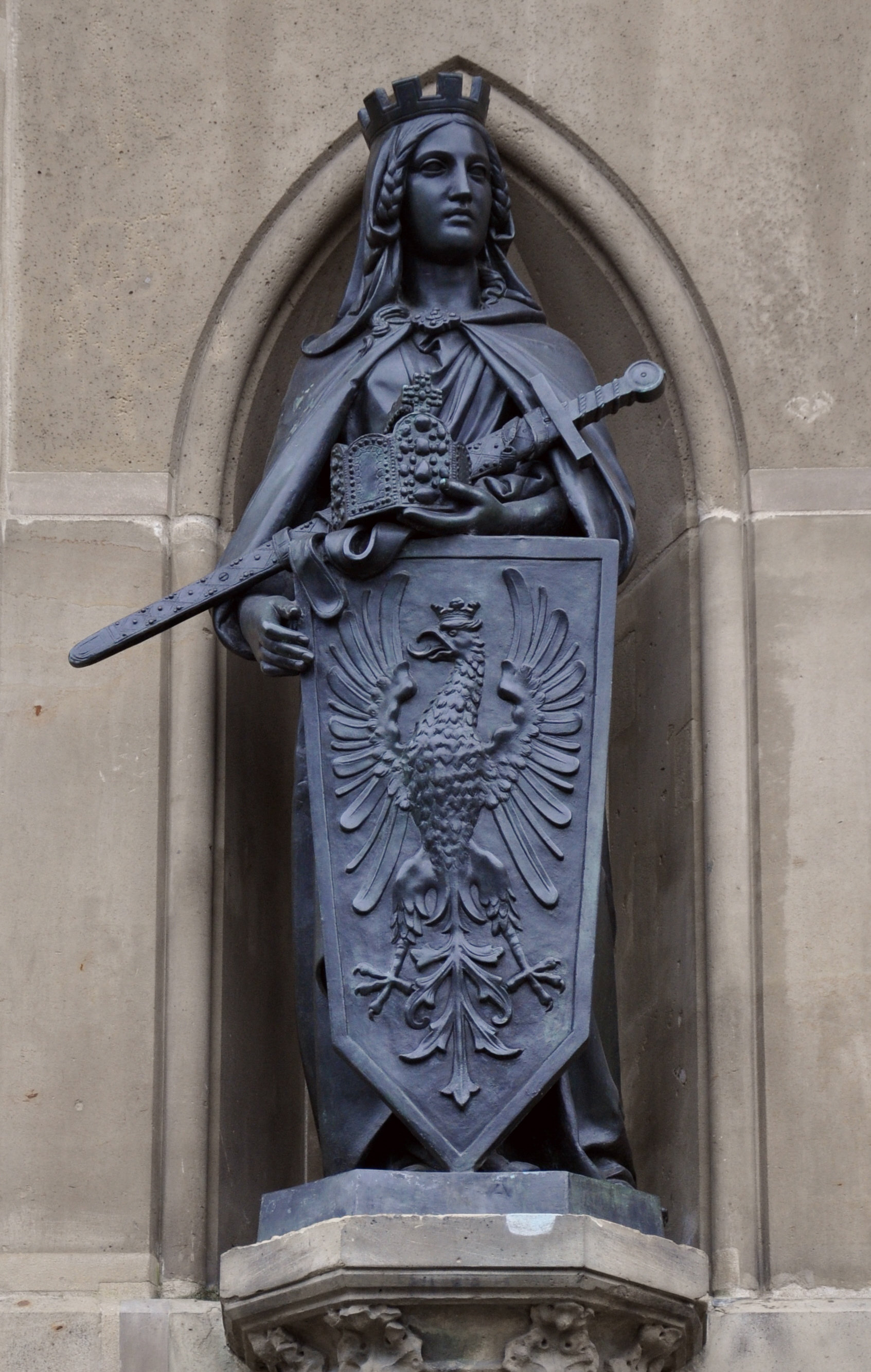
Wappen der Stadt Frankfurt
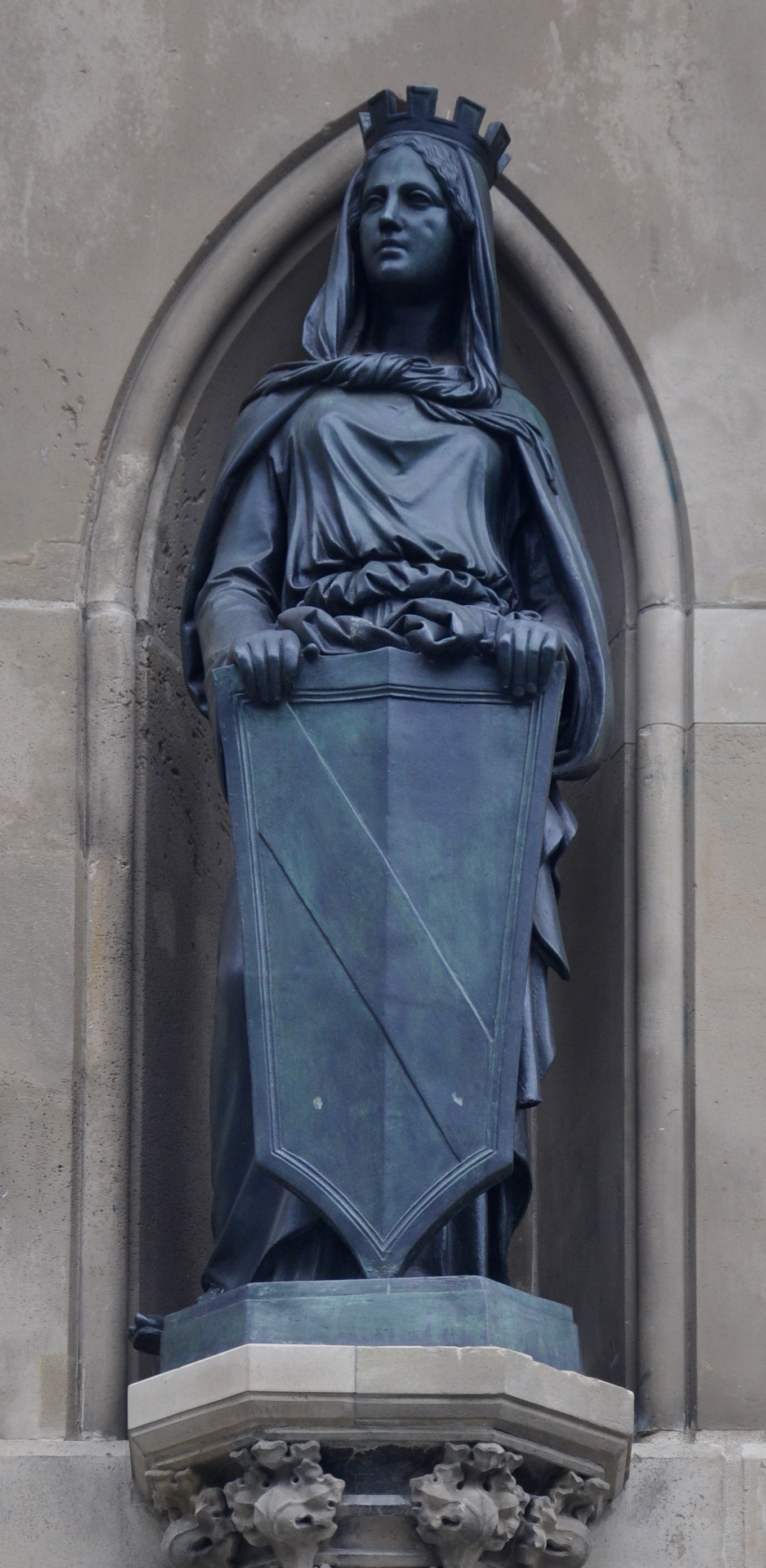
Wappen der Stadt Straßburg
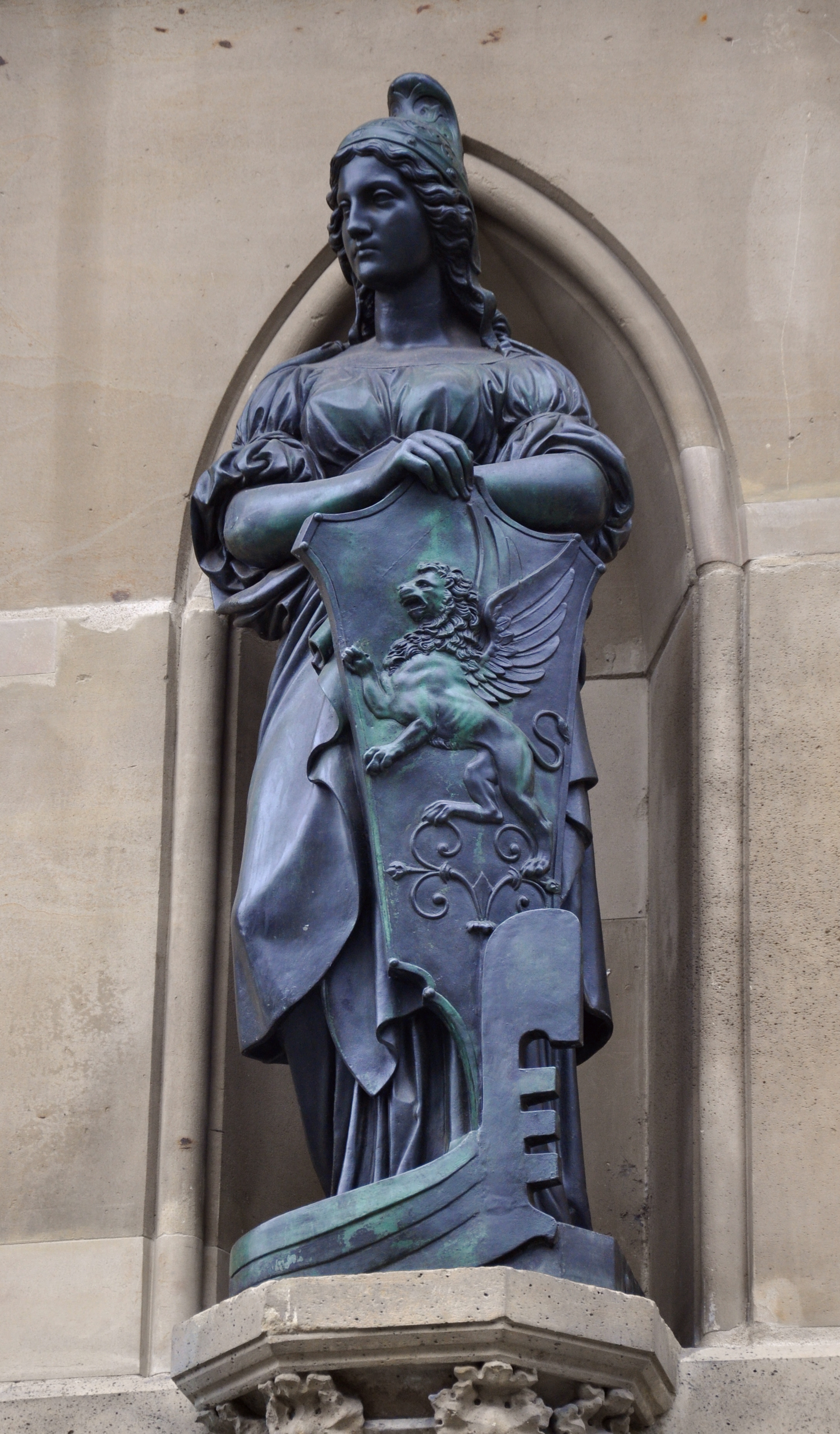
Wappen der Stadt Venedig

Allegorien
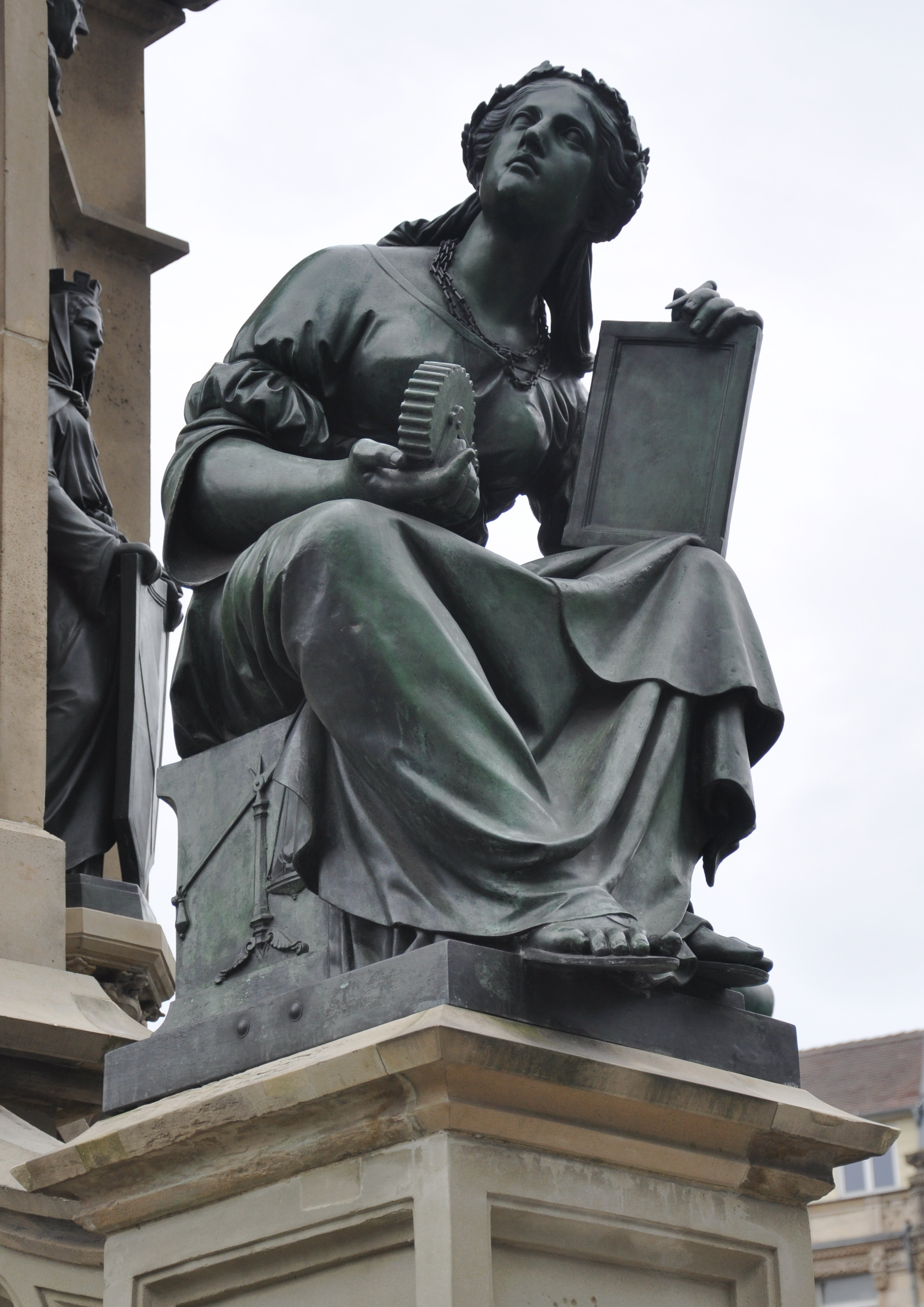
Allegorie der Industrie
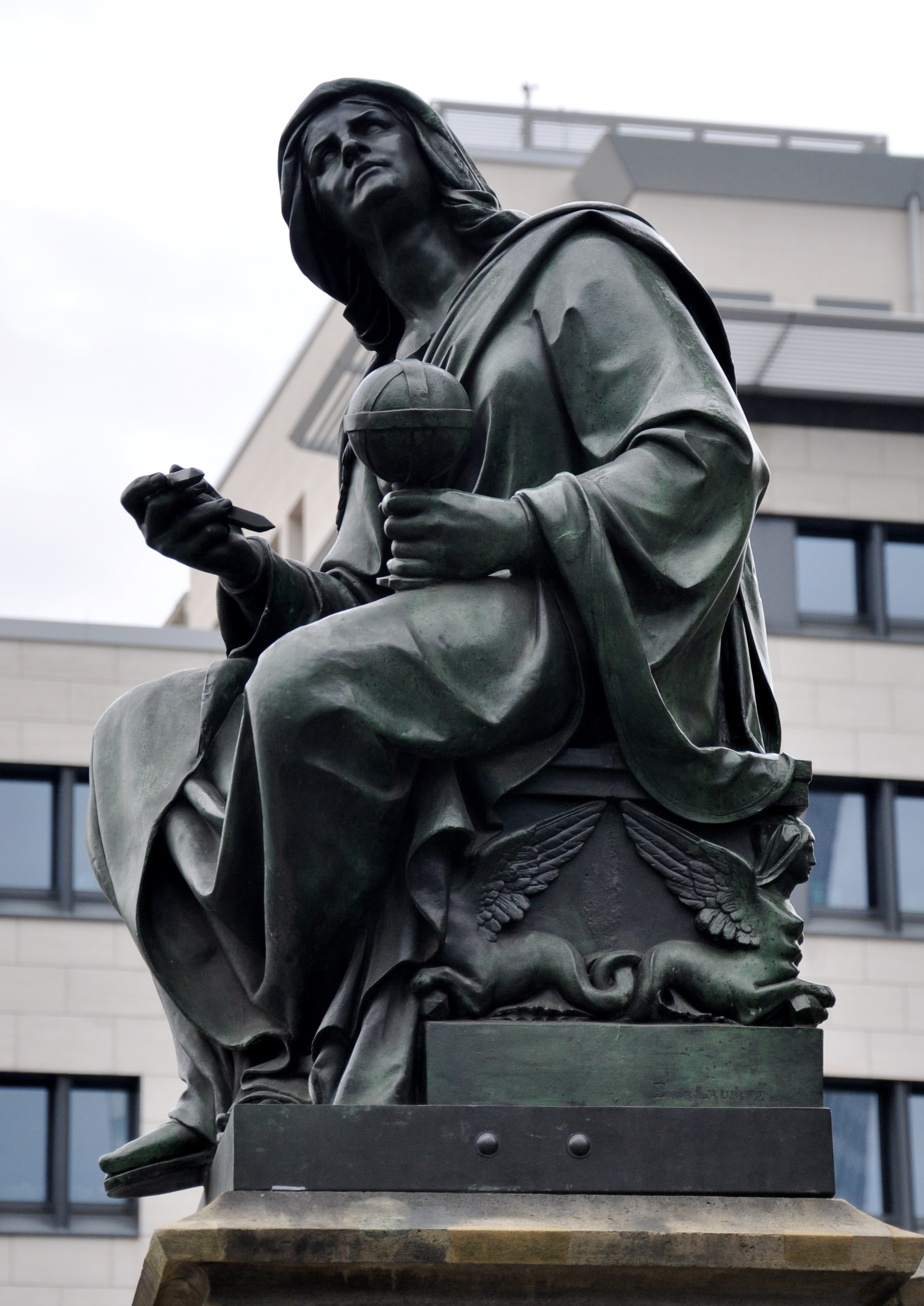
Allegorie des Wissens
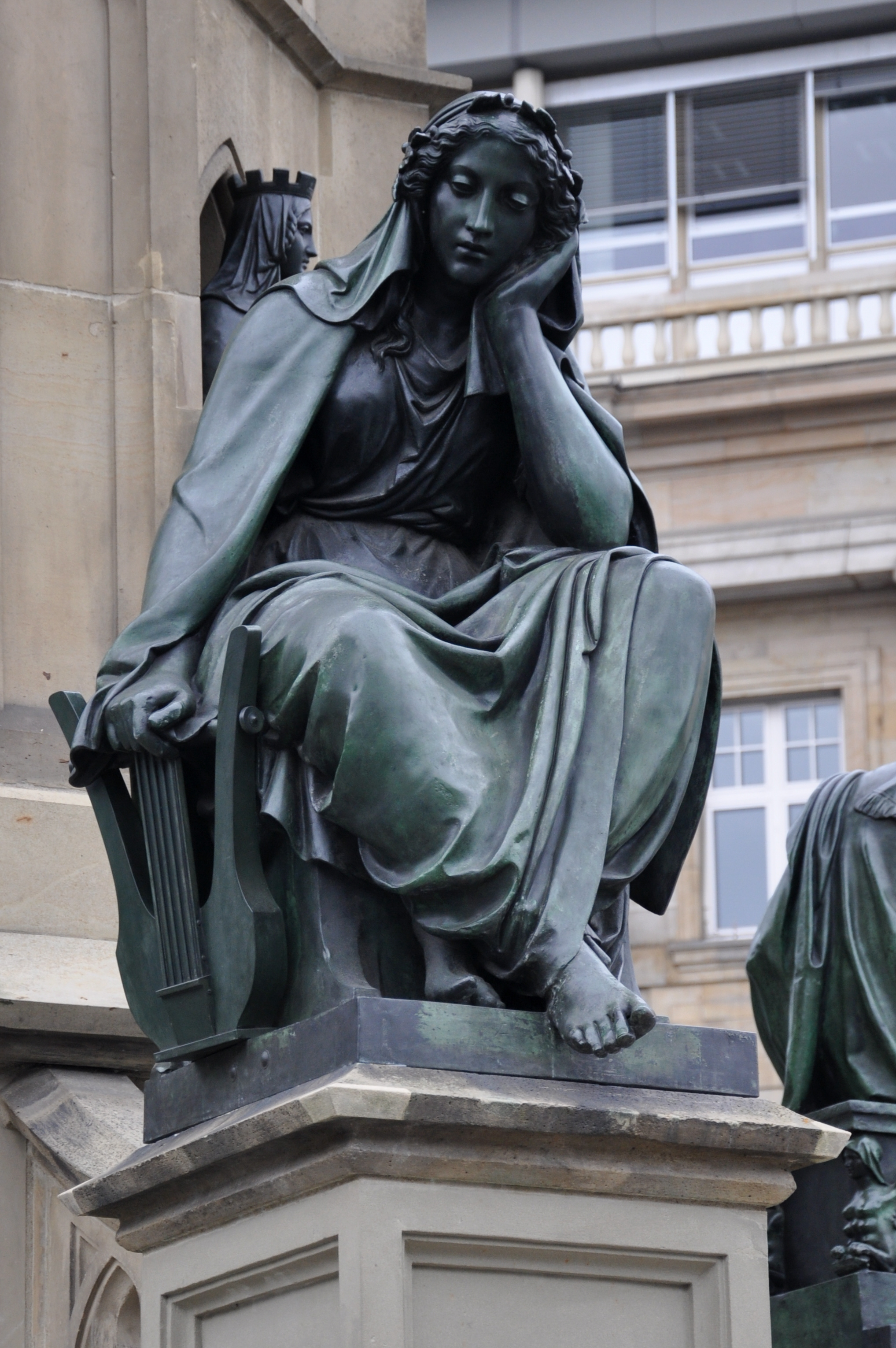
Allegorie der Poesie
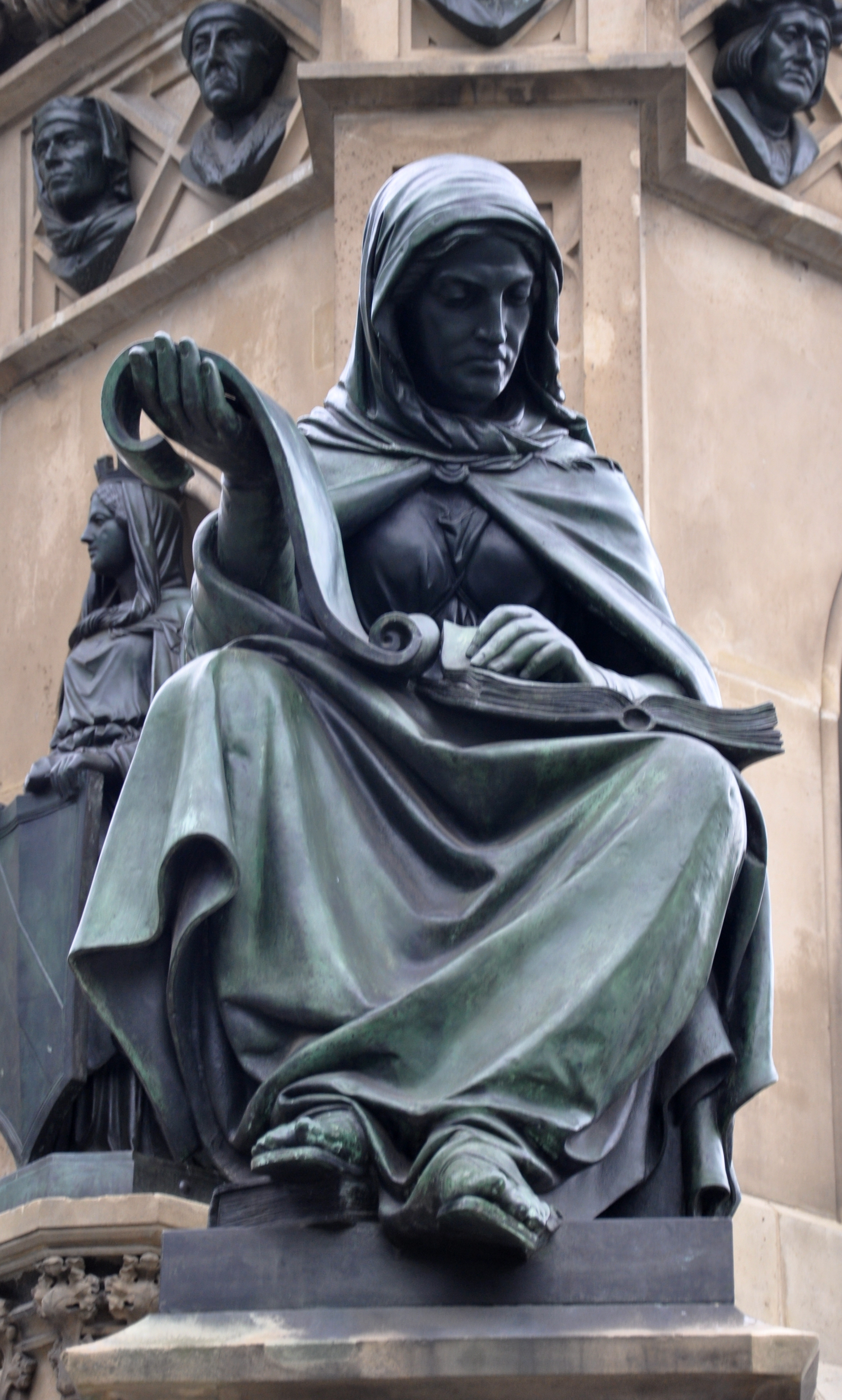
Allegorie der Theologie

Tierköpfe als Wasserspeier
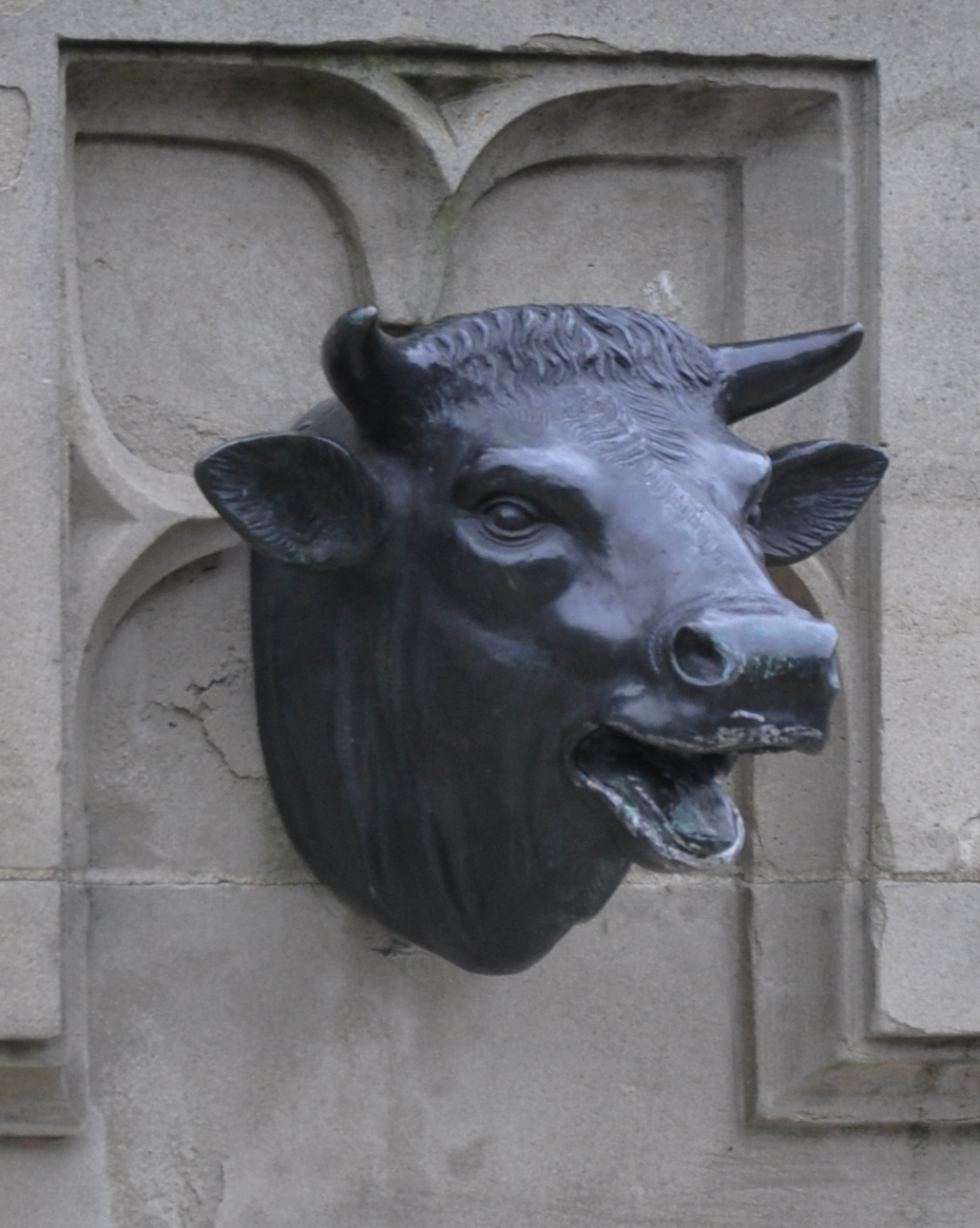
Stier (Europa)
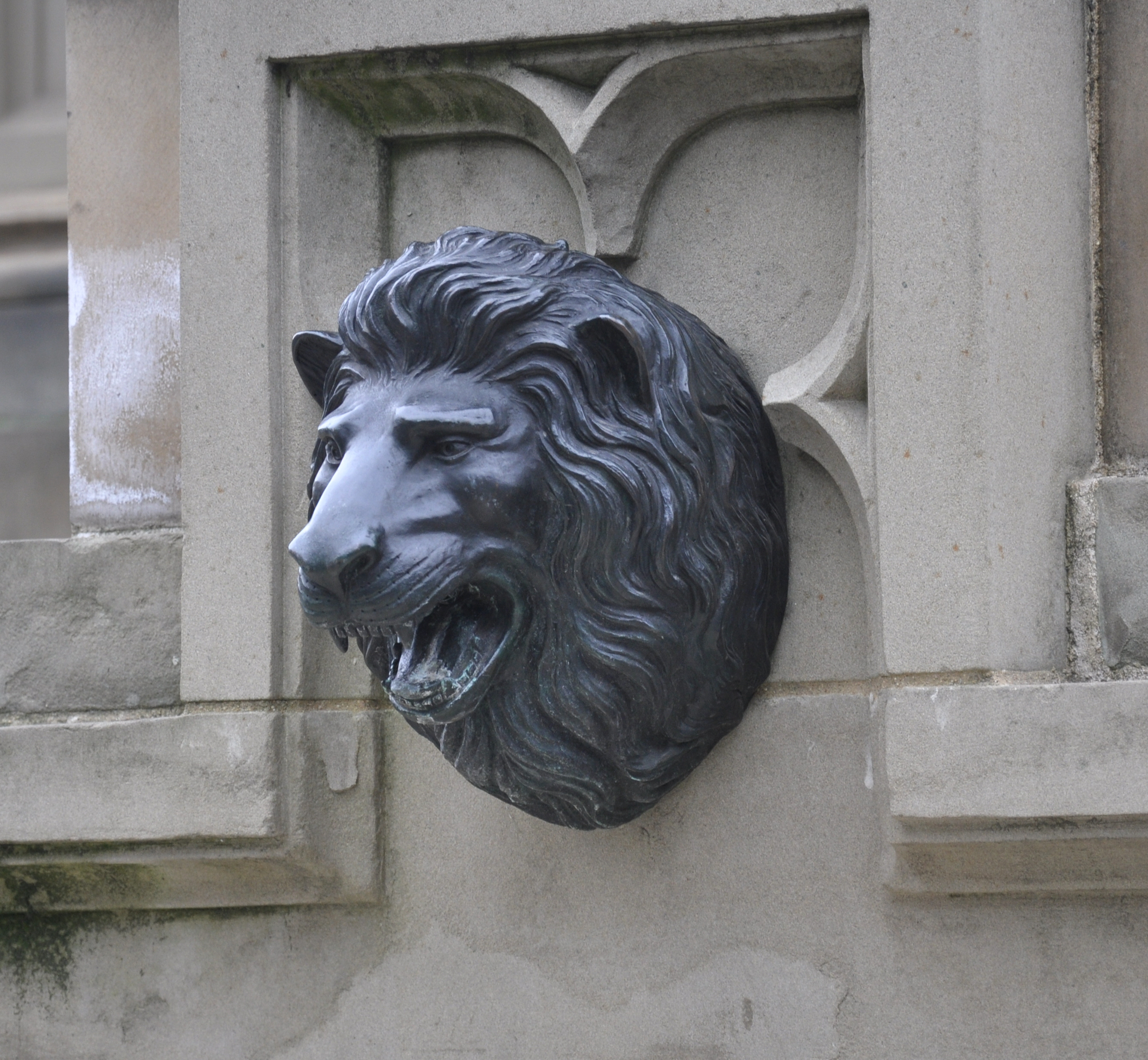
Löwe (Afrika)
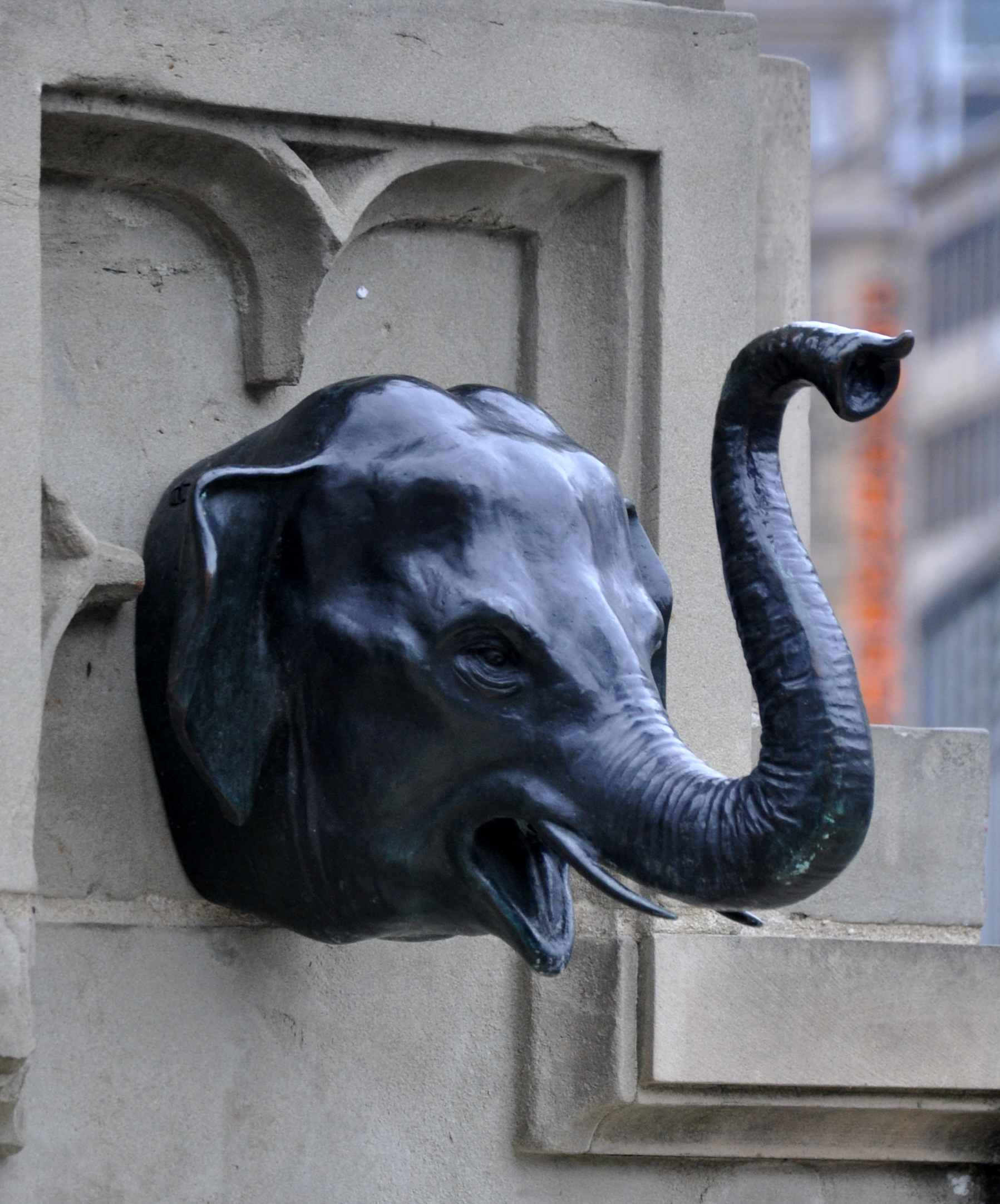
Elefant (Asien)
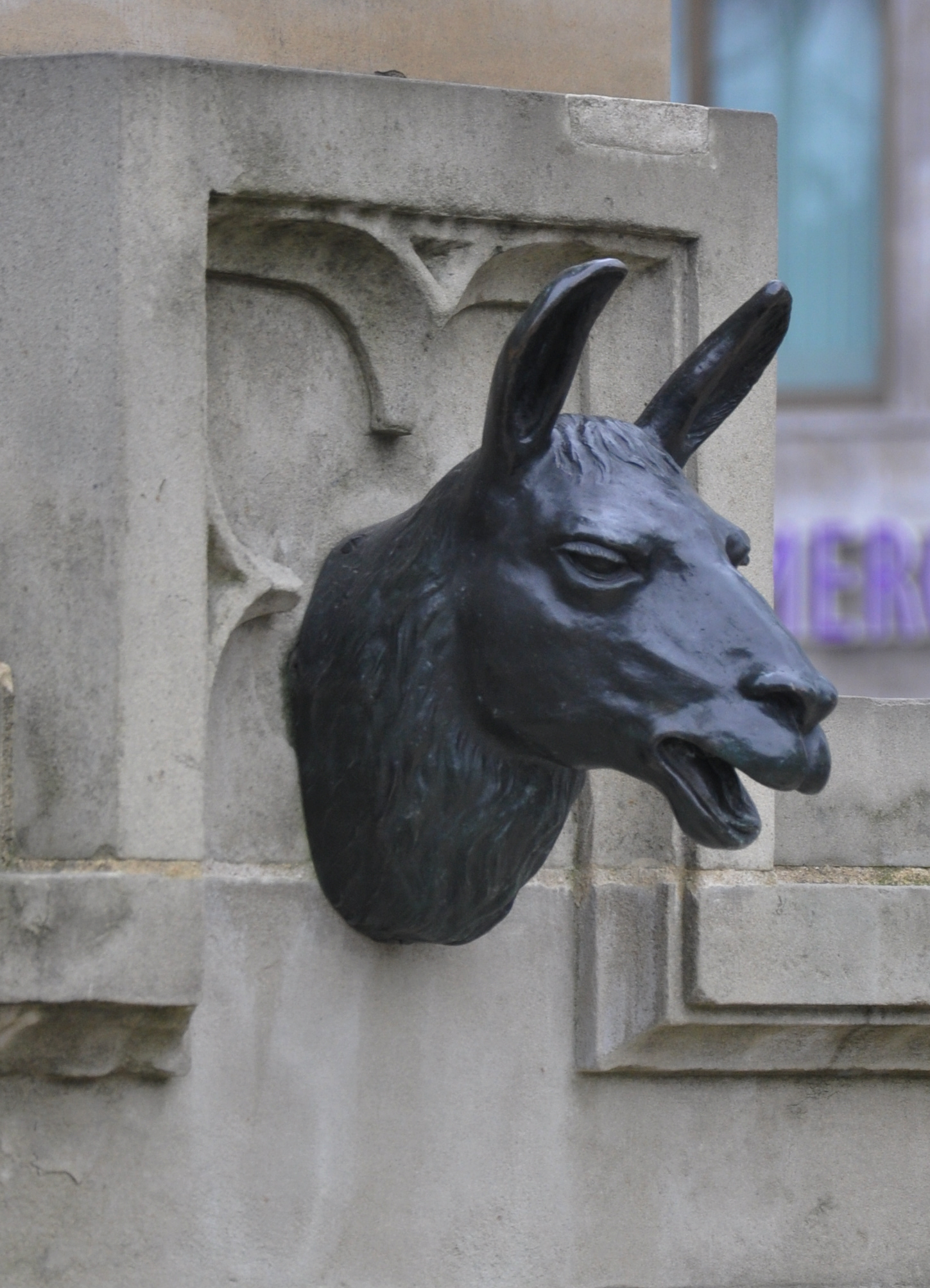
Lama (Amerika)